# Vila San Michele
Vilu San Michele sagradio je krajem 19. stoljeća na otoku Capriju u Italiji švedski liječnik i pisac Axel Munthe.

## Opis
Vrtovi vile imaju panoramski pogled na grad Capri i njegovu luku, Sorrentinski poluotok i Vezuv. Vila se nalazi na izbočini na vrhu Feničkih stepenica, između Anacaprija i Caprija, na visini od 327 metres (1,073 ft) iznad razine mora.
Vrtovi San Michelea ukrašeni su mnogim relikvijama i umjetničkim djelima iz starog Egipta i drugih razdoblja klasične antike. Sada čine dio Grandi Giardini Italiani.
U svojim poznim godinama Axel Munthe napisao je svoje mladenačke memoare Priča o San Micheleu, u kojima opisuje kako je prvi put posjetio otok i sagradio vilu, ukrašenu ostacima palača koje su sagradili stari Rimljani koje je zatekao na svojoj zemlji. Ova živopisno napisana knjiga prvi put je objavljena 1929. i odmah je postala svjetski uspjeh, prevedena na mnoge jezike. Od tada je mnogo puta pretiskana.
Između 1919. i 1920. Munthe je bio nevoljni posjednik nečuvene društvene osobe i muze Luise Casati, koja je preuzela Villu San Michele. To je u svojim dnevnicima opisao škotski pisac Compton Mackenzie.

## Galerija
- Sfinga
- Pergola sa rimskim kipovima
- Kapela
- Lođa sa kipovima
- Pergola
- Pogled na more iz vile San Michele

## Daljnje čitanje
- Berger, Diane. 1999. Rivera Style (hardback). Scriptum Editions. London. str. 215 pages. ISBN 1-90268601-2

## Vanjske poveznice
- Vila San Michele
- (tal.) Galerija fotografija Leonarda Bellottija